# Primula hazarica
Primula hazarica är en viveväxtart som beskrevs av John Firminger Duthie. Primula hazarica ingår i släktet vivor, och familjen viveväxter. Inga underarter finns listade i Catalogue of Life.